# Guang jezici
Guang jezici, skupina od (16) nigersko-kongoanskih jezika iz Gane. Dijeli se na sjevernu i južnu podskupinu. Predstavnici su:
a. Sjeverni Guang (12): chumburung, dompo, dwang, foodo, gikyode, ginyanga, gonja, kplang, krache, nawuri, nchumbulu, nkonya.
b. Južni Guang (4): awutu, cherepon, gua, larteh.

## Vanjske poveznice
- Ethnologue (14th)
- Ethnologue (15th)